# Avenger (videogioco 1986)
Avenger, presentato anche come Way of the Tiger II sul retro di copertina, è un videogioco d'azione pubblicato nel tardo 1986 per Amstrad CPC, Commodore 64, MSX e ZX Spectrum dalla Gremlin Graphics. Edizioni in francese per Thomson MO e Thomson TO vennero pubblicate dalla France Image Logiciel (FIL).
Appartiene al genere di Gauntlet, ma è meno incentrato sul combattimento e ha una maggiore componente di avventura.
È il seguito di The Way of the Tiger, molto diverso nel funzionamento. Come il precedente è basato ufficialmente sulla serie di librogame Ninja.

## Trama
Il protagonista è un ninja che, dopo il suo addestramento avvenuto nel gioco precedente, entra in azione per vendicare il proprio patrigno e mentore e salvare la divinità Kwon. Il malvagio Yaemon ha assassinato il patrigno e sottratto le pergamene di Ketsuin, imprigionando Kwon grazie al loro potere. Il ninja inizia all'esterno della fortezza di Quench Heart e deve riuscire a entrarvi, uccidere i tre guardiani, recuperare le pergamene e infine trovare la via di fuga. Kwon, dalla sua prigionia, potrà occasionalmente intervenire per aiutarlo.

## Modalità di gioco
Lo scenario di gioco è un grande labirinto (ampio come 300 schermate secondo il manuale), che richiede esplorazione e una buona dose di senso dell'orientamento. La vista è dall'alto inclinata, a scorrimento in tutte le direzioni. La fortezza è costituita da sei piani, comunicanti attraverso griglie e botole. La visuale mostra i dintorni del piano attuale in pianta.
Il ninja si muove nelle quattro direzioni ed è armato con shuriken a stella in quantità limitata, che si sparano a lungo raggio, terminati i quali può colpire a corto raggio con calci e pugni. La sua energia vitale è rappresentata da due faccine circondate da sferette che scompaiono progressivamente, e quando si esaurisce la faccina principale della "forza interiore" il gioco termina.
Lo scenario è popolato da diversi tipi di nemici, sia umani, sia creature fantastiche come ragni giganti, che riducono l'energia se toccati. I nemici non sono molto numerosi, e in certi casi può essere opportuno evitarli piuttosto che ucciderli.
In alcune stanze si trovano trappole sotto forma di punte metalliche che affiorano periodicamente dal pavimento; oltre a danneggiare il ninja quando gli spuntano sotto, fanno da ostacoli al cammino quando sono fuori terra.
Alcuni indicatori sotto la visuale mostrano la quantità di tesori, shuriken, chiavi e il particolare oggetto trasportato. Questi beni si possono trovare e raccogliere nel labirinto. I tesori sono obiettivi secondari che servono solo a rappresentare un punteggio. Gli oggetti, circa una decina in tutto, sono fondamentali per superare particolari problemi, ad esempio un piede di porco servirà a forzare una grata. Le chiavi servono ad aprire i molti passaggi chiusi e sono tutte equivalenti, ma sono monouso e se ne perde una a ogni porta aperta.
La quantità limitata di chiavi rende anche l'ordine in cui si esplorano gli ambienti di vitale importanza. Se ad esempio si consumano troppe chiavi per aprire porte al momento non necessarie, si rischia di rimanere bloccati non potendo più aprire altre porte fondamentali per proseguire. In tal caso non resta che abbandonare il gioco; questa può rivelarsi la principale causa di fallimento, anche più dell'esaurimento dell'energia che invece è abbondante.
Con apposito tasto si può chiamare in aiuto Kwon, che fornisce la ricarica dell'energia. Non bisogna però abusarne: il numero di richieste disponibili non viene indicato, ma dopo la terza si incorre nell'ira di Kwon e si perde la partita.
Occasionalmente si ricevono messaggi di Kwon, che scorrono a fondo schermo e contengono informazioni importanti per l'avventura.

## Accoglienza
Avenger ricevette di solito giudizi buoni o discreti dalla stampa europea.
Oltre che a Gauntlet, venne spesso accostato per somiglianza a Druid.